# بيتالينغ جايا

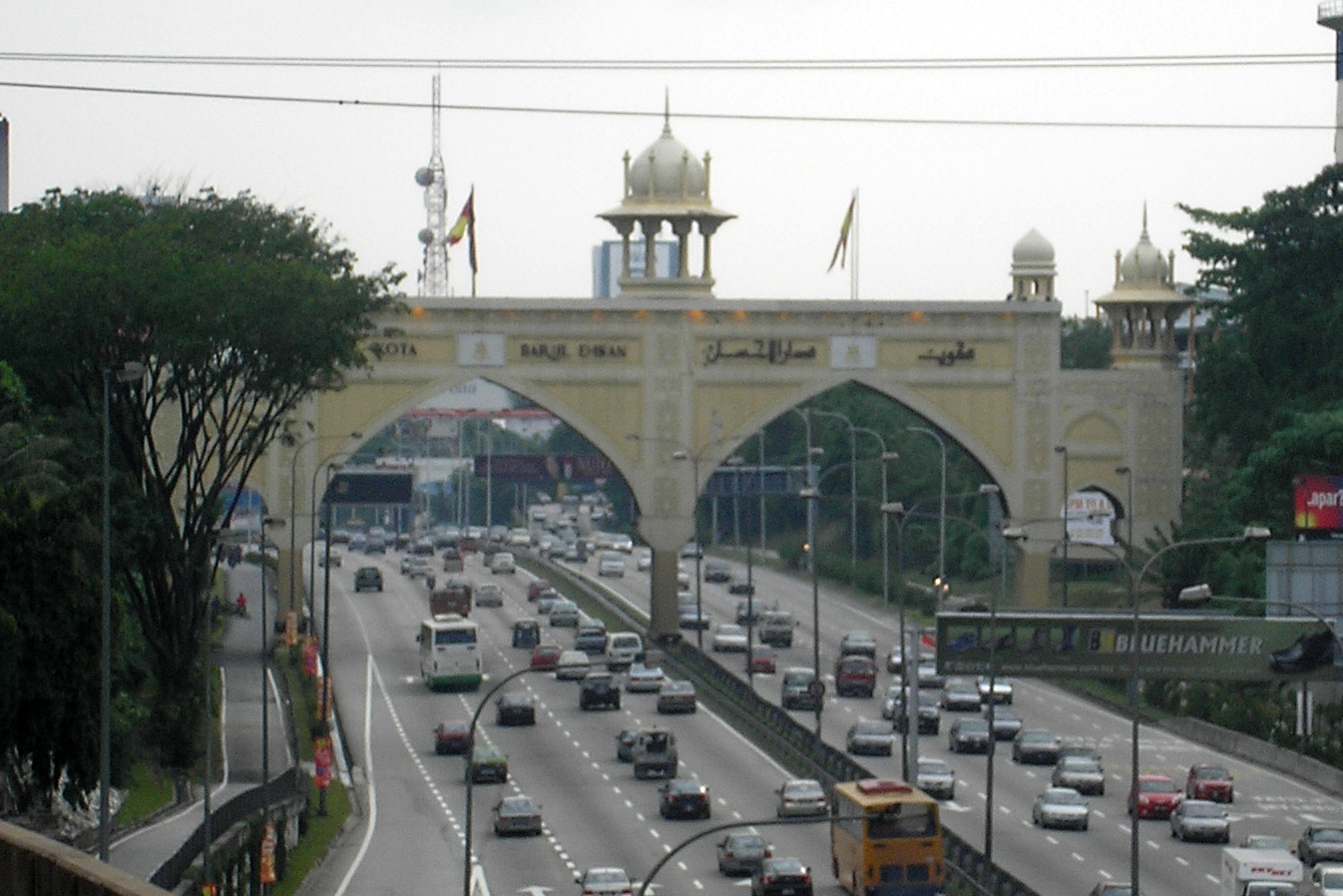

بيتالينغ جايا مدينة ماليزية تم تصميمها لكي تكون مشابه للعاصمة كوالالمبور بمناطقها السكانية والصناعية . تقع المدينة في محافظة بيتالينغ التابع لإقليم سلاغور دار الإحسان وتعتبر ملاصقة للعاصمة كوالالمبور . تبلغ مساحتها حوالي 97.2 كيلومتر مربع بينما يبلغ عدد سكانها 480 ألف نسمة وتم تأسيسها في سنة 1948 . تعتبر بيتالينغ جايا أكثر مدينة غير عاصمة تطورا في ماليزيا .

## المناخ
يظهر الجدول التالي التغييرات المناخية على مدار السنة لبيتالينغ جايا:
| البيانات المناخية لـبيتالينغ جايا       | البيانات المناخية لـبيتالينغ جايا | البيانات المناخية لـبيتالينغ جايا | البيانات المناخية لـبيتالينغ جايا | البيانات المناخية لـبيتالينغ جايا | البيانات المناخية لـبيتالينغ جايا | البيانات المناخية لـبيتالينغ جايا | البيانات المناخية لـبيتالينغ جايا | البيانات المناخية لـبيتالينغ جايا | البيانات المناخية لـبيتالينغ جايا | البيانات المناخية لـبيتالينغ جايا | البيانات المناخية لـبيتالينغ جايا | البيانات المناخية لـبيتالينغ جايا | البيانات المناخية لـبيتالينغ جايا |
| الشهر                                   | يناير                             | فبراير                            | مارس                              | أبريل                             | مايو                              | يونيو                             | يوليو                             | أغسطس                             | سبتمبر                            | أكتوبر                            | نوفمبر                            | ديسمبر                            | المعدل السنوي                     |
| --------------------------------------- | --------------------------------- | --------------------------------- | --------------------------------- | --------------------------------- | --------------------------------- | --------------------------------- | --------------------------------- | --------------------------------- | --------------------------------- | --------------------------------- | --------------------------------- | --------------------------------- | --------------------------------- |
| متوسط درجة الحرارة الكبرى °م (°ف)       | 32.5 (90.5)                       | 33.3 (91.9)                       | 33.5 (92.3)                       | 33.5 (92.3)                       | 33.4 (92.1)                       | 33.1 (91.6)                       | 32.6 (90.7)                       | 32.7 (90.9)                       | 32.5 (90.5)                       | 32.5 (90.5)                       | 32.1 (89.8)                       | 31.9 (89.4)                       | 32.8 (91.0)                       |
| متوسط درجة الحرارة الصغرى °م (°ف)       | 23.1 (73.6)                       | 23.5 (74.3)                       | 23.8 (74.8)                       | 24.2 (75.6)                       | 24.4 (75.9)                       | 24.2 (75.6)                       | 23.7 (74.7)                       | 23.7 (74.7)                       | 23.7 (74.7)                       | 23.7 (74.7)                       | 23.6 (74.5)                       | 23.4 (74.1)                       | 23.8 (74.8)                       |
| معدل هطول الأمطار مم (إنش)              | 189.8 (7.47)                      | 210.1 (8.27)                      | 273.5 (10.77)                     | 298.9 (11.77)                     | 243.1 (9.57)                      | 128.7 (5.07)                      | 141.1 (5.56)                      | 168.9 (6.65)                      | 198.1 (7.80)                      | 280.1 (11.03)                     | 330.3 (13.00)                     | 261.2 (10.28)                     | 2٬723٫8 (107.24)                  |
| متوسط الأيام الممطرة (≥ 1.0 mm)         | 11                                | 12                                | 16                                | 16                                | 14                                | 9                                 | 10                                | 11                                | 13                                | 17                                | 18                                | 15                                | 162                               |
| المصدر: المنظمة العالمية للأرصاد الجوية |                                   |                                   |                                   |                                   |                                   |                                   |                                   |                                   |                                   |                                   |                                   |                                   |                                   |

## أعلام
- نيكولاس تشنغ
- وونغ تشن
- ك. روبن
- ياسمين أحمد
- ستانلي صموئيل